# Cucut formiguer becgroc
El cucut formiguer becgroc (Neomorphus geoffroyi) és una espècie d'ocell de la família dels cucúlids (Cuculidae) que habita la selva humida des de Nicaragua cap al sud, fins a Panamà i la zona limítrofa de Colòmbia, est de l'Equador i zona limítrofa de Colòmbia, centre del Perú i nord de Bolívia cap a l'est fins al nord-est del Brasil, i també a l'est de Brasil.

## Descripció
El cucut formiguer becgroc fa de 45 a 51 cm de llargada, aproximadament la meitat de la qual és la cua, i pesa uns 300 a 400 g. Els adults tenen un bec corbat i gruixut que és de color verd grisenc pàl·lid a la base del bec i la punta groga. Totes les subespècies tenen una cresta erèctil de color blau negre brillant i peluda, pell blava brillant que envolta l'ull i una zona de ventre vermella. No presenta dimorfisme sexual.
Els adults de la subespècie nominal N. g. geoffroyi tenen el front, la corona i la part inferior de la cara de color marró canyella; les parts superiors i les ales de color verd oliva marró; i la cua porpra brillant. El mentó, la gola i la part superior del pit són de color beix clar amb una banda negra al pit. La resta de les parts inferiors són de color beix pàl·lid. El cap i el pit tenen semicercles gruixuts i pàl·lids que els donen un aspecte escamós.
La subespècie N. g. salvini té les parts superiors de color marró bronze fosc amb brillantor porpra, especialment a les ales i la cua. La superfície superior de la cua també pot tenir una mica de brillantor verda. La cara i el pit tenen escates més febles que les de l'espècie nominal i les parts inferiors són de color beix pàl·lid a grisenc.
N. g. aequatorialis té el front i la corona marrons, les ales i les parts superiors de color verd bronzejat i una ampla banda negra al pit. Les escates del pit són poc evidents.
N. g. australis té el front i la corona de color marró fosc i la gola i el pit central de color gris pàl·lid amb els costats molt marcats.
N. g. amazonicus té una franja negra al front i la corona clars, una brillantor verda al coll posterior, les ales i les parts superiors, i una brillantor porpra tènue a la superfície superior de la cua. Les parts inferiors són de color gris pàl·lid a beix blanquinós amb escates abundants al pit.
N. g. dulcis té les ales i les parts superiors de color blau fosc brillant i les parts inferiors més fosques que les de l'espècie nominal amb escates abundants al pit.

## Distribució i hàbitat
Generalment , l'espècie habita boscos perennifolis madurs i no pertorbats. També es pot trobar en boscos de ribera, boscos inundats estacionalment i, de vegades, en boscos secs, canyars i matolls. A Amèrica Central, l'altitud oscil·la entre el nivell del mar i els 1.450 m. A Sud-amèrica viu des del nivell del mar al Brasil fins als 1.650 m a Bolívia.

## Comportament

### Moviment
El cucut formiguer becgroc és resident durant tot l'any a tota l'àrea de distribució.

### Locomoció
El cucut formiguer becgroc és gairebé exclusivament terrestre, tot i que pot volar a prop del terra o a un arbre per escapar d'un depredador. Principalment, camina o corre pel sòl del bosc i fa salts poderosos per atrapar preses.

### Alimentació
La dieta del cucut formiguer becgroc és principalment d'insectes. També inclou quantitats significatives d'altres artròpodes; petits vertebrats com sargantanes, amfibis i ocells petits; i de vegades fruites caigudes. Sovint segueix eixams de formigues legionària, pècaris i grups de micos per atrapar preses que fugen d'ells.

### Criança
Les temporades de cria del cucut formiguer becgroc varien latitudinalment, a l'Amèrica Central nia a l'estiu del nord i a la major part de l'Amèrica del Sud a l'estiu austral. Construeix un niu robust de grans branques amb una tassa plana d'herba seca i fulles fresques. Normalment, es col·loca a la forquilla d'un arbre o arbust a uns 2 o 3 m per sobre de terra. Tots els nius documentats contenien un sol ou. Es creu que la incubació la fan els dos progenitors, però es desconeix el període d'incubació ni el de criança. Es creu que aquest últim és similar al període de vint dies d'altres cucuts Neomorphus.

## Vocalització
La vocalització principal del cucut formiguer becgroc és "un gemec baix, prolongat i prolongat: uuuuuuuuuuuuuup". Quan localitza un eixam de formigues legionàries, fan "un crit apagat i lladruc" i també "un crit agut i fort de ktxak!", aparentment per allunyar altres ocells de la descoberta.

## Estat de conservació
La UICN ha avaluat el cucut formiguer becgroc com a vulnerable. La població s'estima entre 63.000 i 127.000 individus madurs i es creu que està disminuint. Té una àrea de distribució àmplia però disjunta. L'amenaça principal és la fragmentació de l'hàbitat, perquè l'espècie requereix grans boscos no pertorbats. "Sovint és una de les primeres espècies a desaparèixer quan l'hàbitat anteriorment adequat es fragmenta".

## Taxonomia
Es reconeixen sis subespècies:
- N. g. salvini Sclater, PL, 1866. Des de Nicaragua fins Colòmbia occidental.
- N. g. aequatorialis Chapman, 1923. Des del sud-est de Colòmbia fins Perú septentrional.
- N. g. australis Carriker, 1935. De Perú meridional i nord-oest de Bolívia.
- N. g. amazonicus Pinto, 1964. De l'estat brasiler de Pará.
- N. g. geoffroyi (Temminck, 1820). De l'estat de Bahia
- N. g. dulcis Snethlage, E, 1927. De Brasil sud-oriental.

Principalment, el Manual dels Ocells del Món (HBW) i Birdlife International  consideren una setena subespècie, N. g. squamiger (Todd-1925) , que els altres sistemes tracten com l'espècie separada del cucut formiguer becgroc, la Neomorphus squamiger que es localitza al Brasil, en la zona baixa del riu Tapajós.